# Ľuboš Hanzel
Ľuboš Hanzel (Zavar, 7 mei 1987) is een Slowaakse voetballer (linksback) die sinds 2004 voor de Slowaakse eersteklasser FC Spartak Trnava uitkomt. In het seizoen 2008 werd hij uitgeleend aan FC Senec en in 2009 aan Schalke 04.
Op 6 juni 2009 maakte Hanzel zijn debuut voor de Slowaakse nationale ploeg in de met 7-0 gewonnen WK-kwalificatiewedstrijd tegen San Marino. In die wedstrijd nam hij het zevende en laatste doelpunt van de Slowaken voor zijn rekening.
Zijn broer Tomáš speelt voor FC Petržalka 1898.